# Kleverig kruiskruid
Het kleverig kruiskruid (Senecio viscosus) is een eenjarig kruiskruid dat van nature voorkomt in praktisch geheel Europa. Uitzonderingen zijn Ierland, IJsland en het noorden van Scandinavië. Ook in België en Nederland komt de soort in het wild voor.

## Beschrijving
Deze 15-45 cm (soms tot 60 cm) hoge plant valt binnen de in België en Nederland voorkomende soorten in het geslacht kruiskruid op doordat de stengels, bladeren en omwindselblaadjes van het bloemhoofdje klierachtig en kleverig behaard zijn.
De bloemhoofdjes hebben twee tot vijf buitenomwindselblaadjes en vaak dertien lintbloemen. De omwindselblaadjes zijn klierachtig behaard met ongeveer 0,25 mm lange klierharen. De nootjes zijn kaal of hebben een enkele rij korte haren tussen de ribben. De bloeiperiode begint in juni en loopt door tot in de herfst in september of oktober.
De grijsgroene diep ingesneden bladeren hebben vaak getande slippen.

## Voorkomen
Behalve in vrijwel geheel Europa komt de soort voor op enkele plaatsen in Siberië, in Noord-Afrika en in Noord-Amerika.
Het is een plant van open, droge, omgewerkte grond, vaak op grind langs spoorwegen, waar ze plaatselijk algemeen kan zijn. Ook in de duinen komt ze voor. Ze behoort tot de pioniervegetatie op droge voedselarme basische, oppervlakkig geroerde bodem en op droge matig voedselrijke bodem.

## Ecologie
Kleverig kruiskruid is waardplant voor de larven van Platyptilia farfarellus, deze komt in Nederland echter niet voor. Ook is de soort waardplant voor de larven van Heliothis peltigera
De plant behoort tot de planten-sociologische groep Epilobion angustifolii.

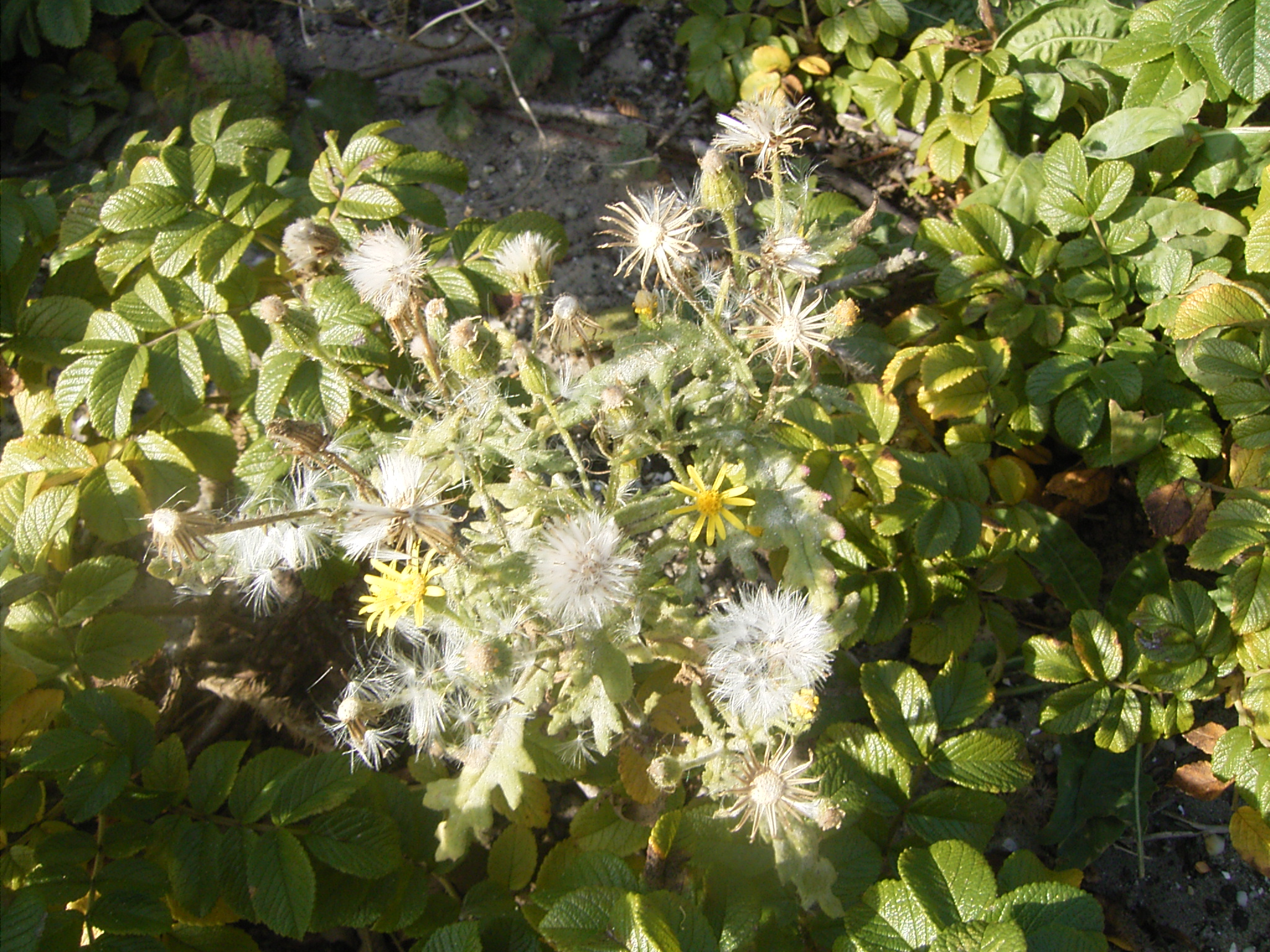
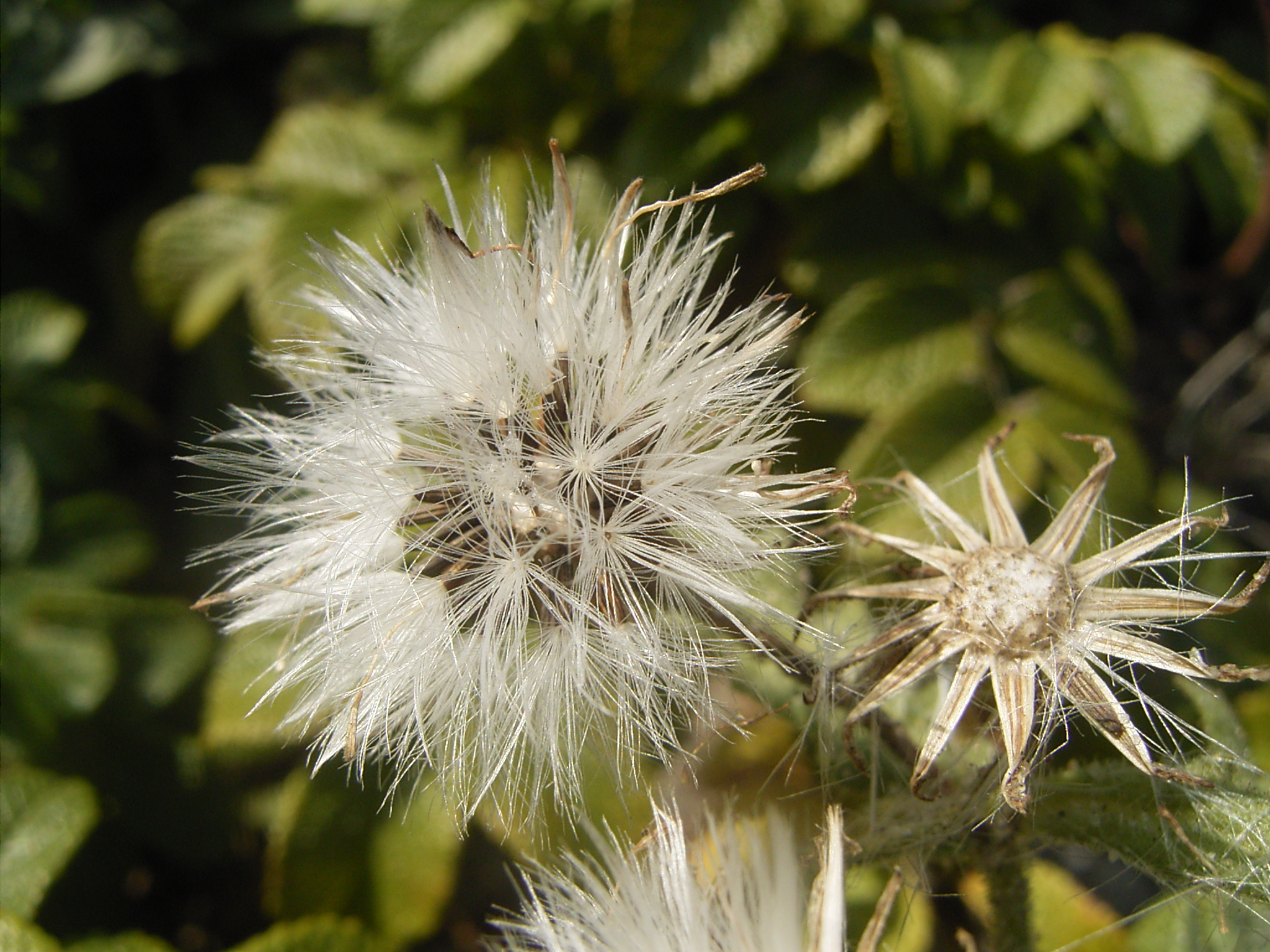
Pluis
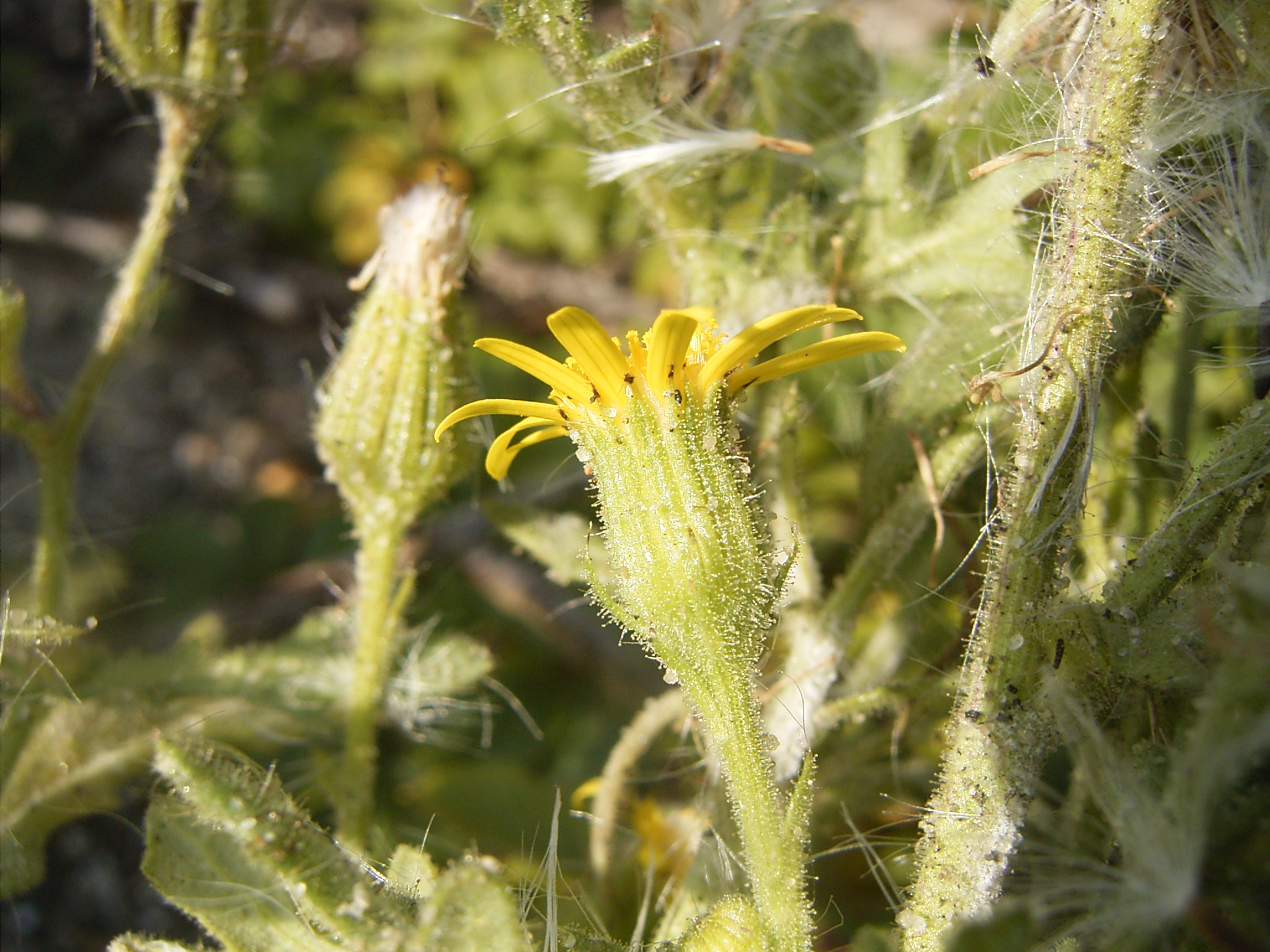
Bloemhoofdje
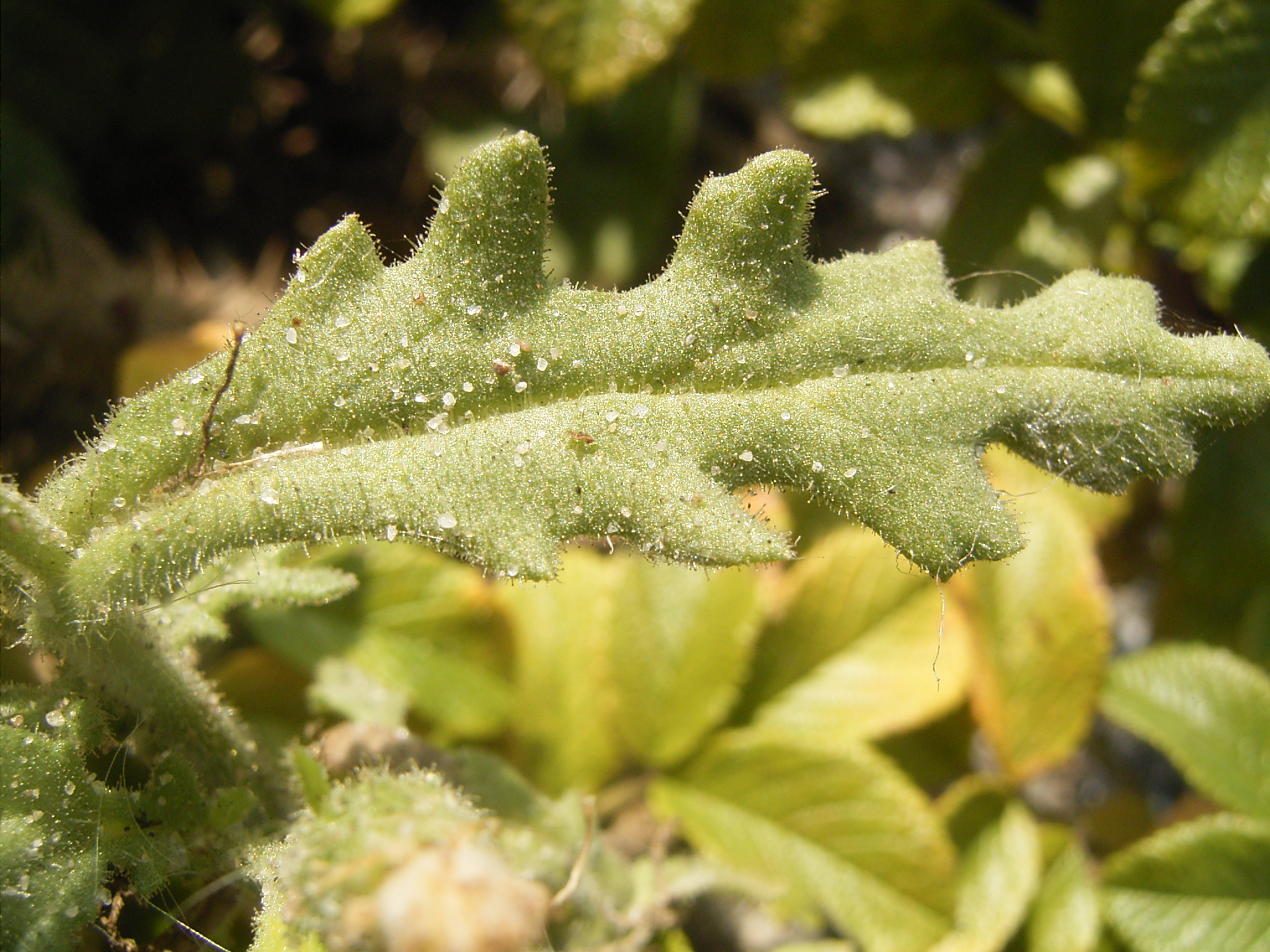
Blad
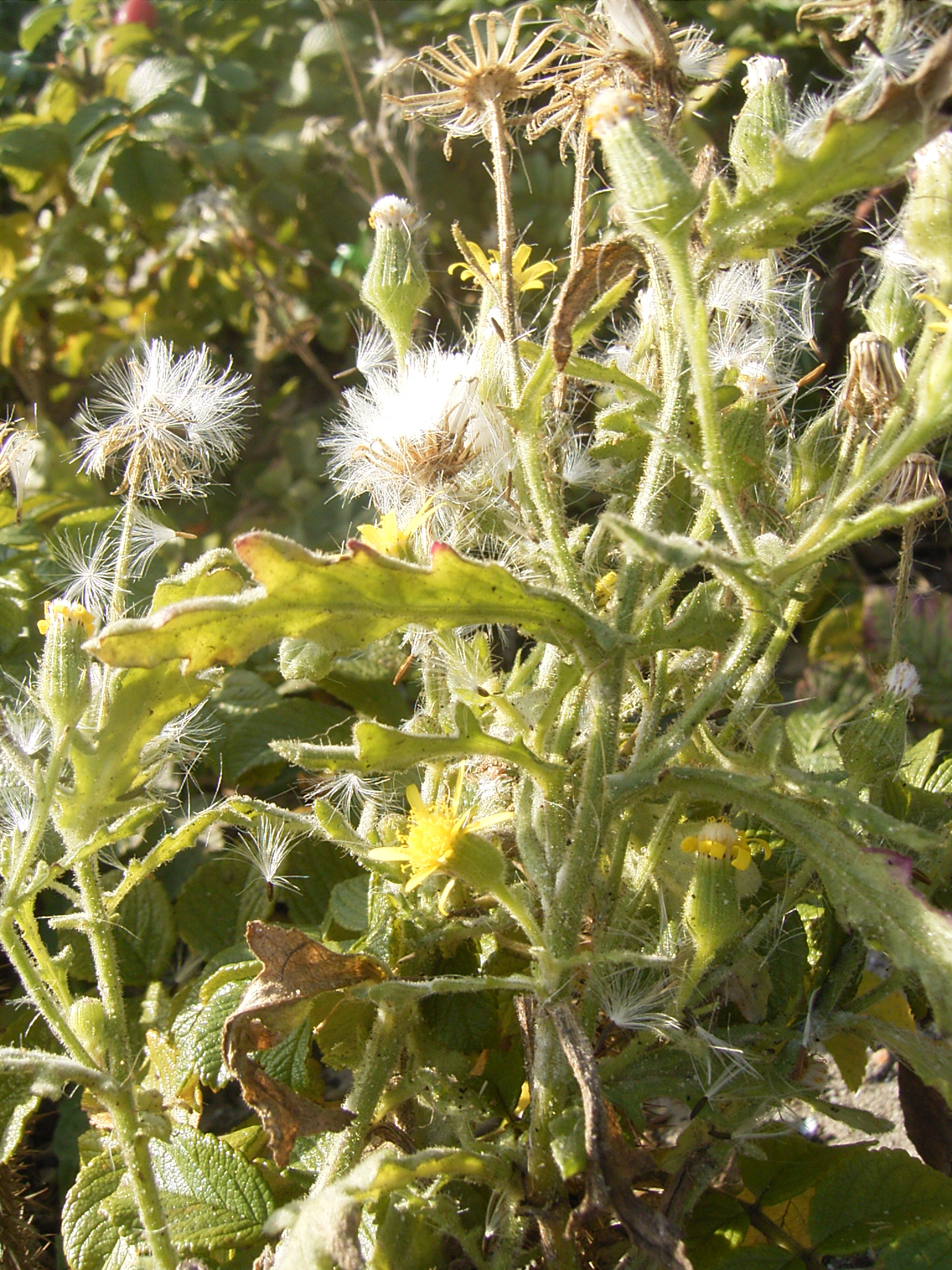